# Hutton, Somerset
Hutton är en civil parish i Storbritannien.   Den ligger i kommunen North Somerset och riksdelen England, i den södra delen av landet, 200 km väster om huvudstaden London.